# Boulders Beach

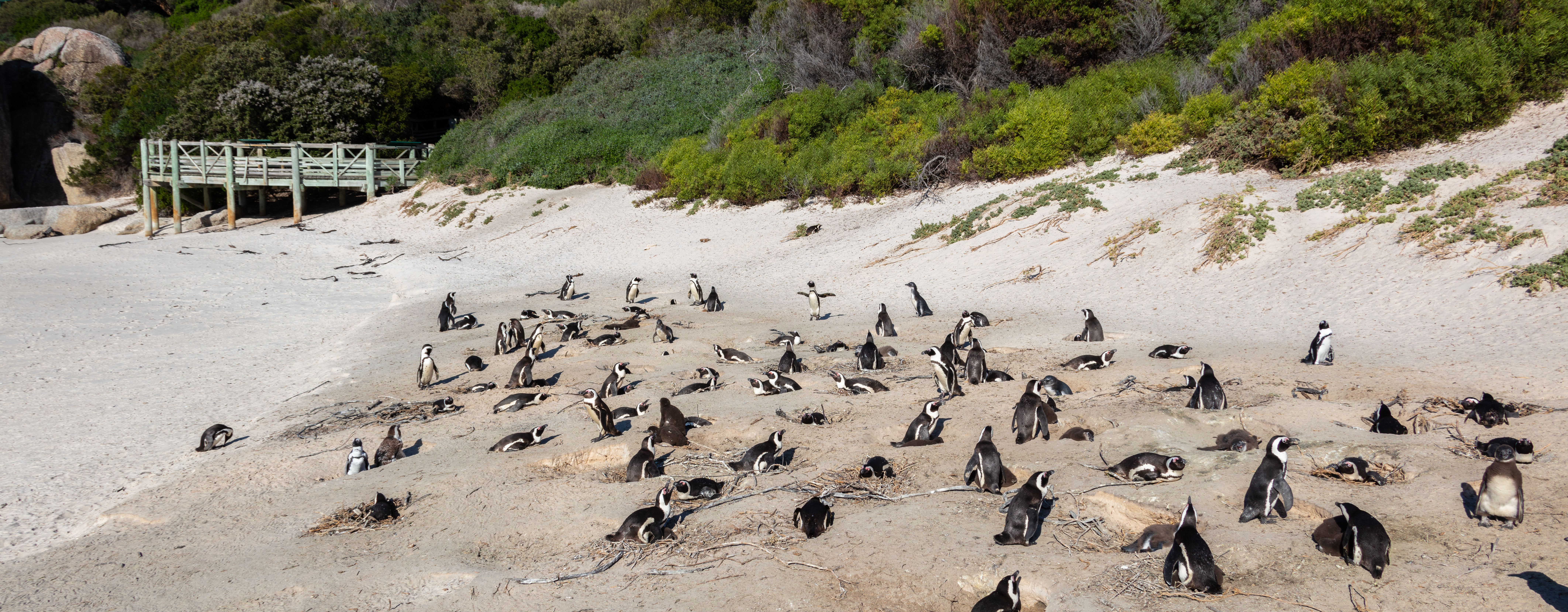
Pinguins-africanos em Boulders Beach

Boulders Beach (inglês: Praia dos Rochedos) é uma praia abrigada composta por pequenas enseadas entre rochedos de granito. Fica na Baía Falsa, costa leste da Península do Cabo, entre Simon's Town e a Ponta do Cabo, perto da Cidade do Cabo na Província do Cabo Ocidental, África do Sul.
A sua maior atracção turística é uma colónia de Pinguins-africanos que ali se instalou a partir de 1982.
Boulders Beach faz parte do Parque Nacional da Montanha da Mesa. 